# Lage Opedal
Lage Opedal (* 1976 in Haugesund) ist ein norwegischer Maler.

## Leben
Lage Opedal schloss 2000 sein Malereistudium an der Kunstakademie in Oslo ab. Im selben Jahr schrieb er sich an der Hochschule für Bildende Künste Dresden als Gaststudent ein. Seit 2002 arbeitet er als Meisterschüler bei Professor Ralf Kerbach.

## Werk
Opedals Bilder erinnern vordergründig an klassische Stillleben oder an Landschaften. Opedal sieht sie in der Tradition alter Meister sowie der fotorealistischen Malerei der Moderne. Diverse Akkumulationen scheinen aus dem Gebrauch heraus ausschnitthaft ins Bild übertragen und ohne strenges Ordnungsprinzip komponiert. Durch die Wahl eines bestimmten Bildausschnittes jedoch zeigt sich die Subjektivität dieser vermeintlichen Wirklichkeit. Verpackungsreste und Abfall mischen sich unter die traditionellen Bildgegenstände und erfahren durch den Malprozess eine bildkünstlerische Aufwertung. Zerknüllte Folienreste neben Avocadofrucht oder Litschischalen – mit einem ironischen Zwinkern werden hier Genregrenzen gesprengt. Die Diskrepanz zwischen fotorealistischen Abbild und Bildinhalt ist dabei ein bewusst eingesetztes Stilmittel, die Verwirrung des Betrachters Absicht. Ins Monumentale gesteigert mit einer starken Präsenz weisen die Ausschnitte über ihre eigentlichen Bildgegenstände hinaus, sie geben vielmehr Anlass, die möglicherweise zufällige oder eben inszenierte Abbildung der Wirklichkeit zu hinterfragen.

## Ausstellungen (Auswahl)
- 2008: Galerie Deschler
- 2008: Kunstraum Galerie für Junge Kunst Essen
- 2008: Hauptbahnhof Berlin, Vattenfall-lobby
- 2008: Erfurt, Galerie Rothamel
- 2007: Art Cologne (mit Galerie Rothamel)
- 2007: "Kompostkomposisjoner" Opedal/Tellefsen, GAD, Oslo
- 2006: Essen, Galerie Rothamel, Frankfurt
- 2006: Art Cologne (mit Galerie Rothamel)
- 2006: Art Karlsruhe (mit Galerie Rothamel)
- 2006: Arte Fiera, Bologna (mit Galerie Rothamel)
- 2006: "Malerei", Neue Sächsische Galerie, Chemnitz
- 2005: "Melting Moments", Galerie Rothamel, Erfurt
- 2005: "Innovacion y Tradicion", Museo Municipal, Málaga
- 2005: "Axel Anklam / Lage Opedal", Galerie Rothamel, Frankfurt
- 2005: "Innovacion y Tradicion", Museuo Municipal, Málaga (Galerie Baer)
- 2005: "Streiflichter", Kunstsammlungen Zwickau (Galerie Baer)
- 2005: HEROES, Galerie Rothamel, Frankfurt
- 2005: "profile" Galerie Baer, Dresden
- 2005: Art Cologne (mit Galerie Rothamel)
- 2005: Malerei, Galerie Rothamel, Frankfurt
- 2005: Das Norwegische Konsulat, Leipzig
- 2004: "Melting Moments", Stavanger Kunstforening mit Stefan Kübler, Norwegen
- 2004: "SPUTNIZA" Kunsthaus Dresden
- 2004: Art Cologne (mit Galerie Rothamel)
- 2004: Art Frankfurt (mit Galerie Rothamel und Galerie Baer)
- 2003: 14 Tage, Dresden
- 2003: Galerie Baer, Dresden
- 2002: Hochschule für Bildende Künste, Dresden
- 2000: Bergen Kunstmuseum, Jahresausstellung Junger Kunst
- 2000: "Høvleriet", Festivalausstellung, Haugesund
- 2000: Stenersen-Museum, Diplomausstellung, Oslo
- 2000: Galerie Steen, Frühjahrsausstellung, Oslo
- 2000: Haugesund Gemäldegalerie